# Janne Juvonen
Janne Juvonen (Kiihtelysvaara, 30 ottobre 1994) è un hockeista su ghiaccio finlandese portiere e medaglia d'argento al Campionato mondiale di hockey su ghiaccio maschile 2021.

## Palmarès

### Squadra
- Coppa Spengler: 1

2022